# オピオ
オピオ （Opio）は、フランス、プロヴァンス＝アルプ＝コート・ダジュール地域圏、アルプ＝マリティーム県のコミューン。

## 地理
カンヌの海岸から17km、グレオリエール・レ・ネージュのスキー場から40kmのところにある。コミューンは、オピオの森と呼ばれる森林に囲まれている。

## 歴史

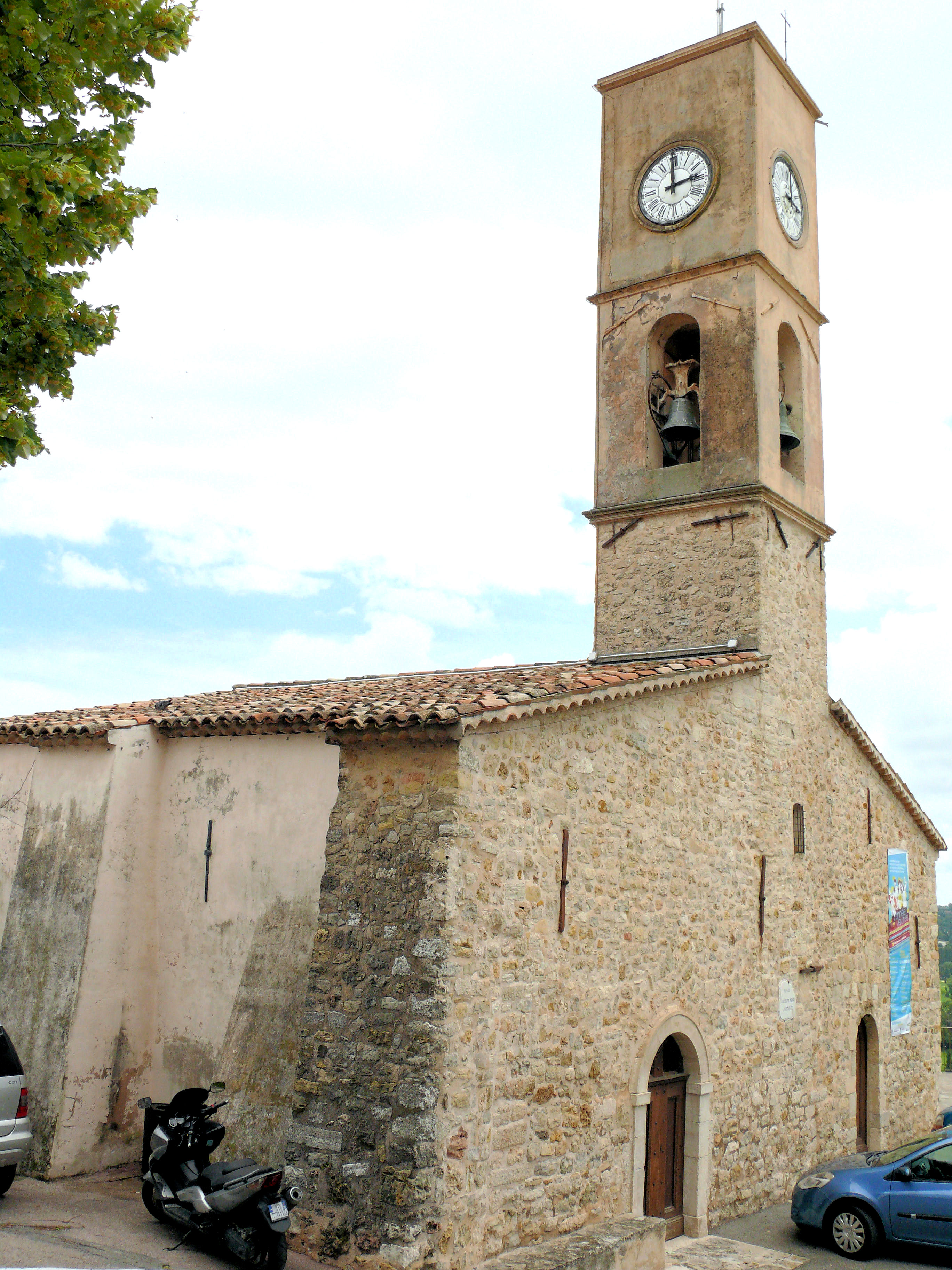
サン・トロフィーム教会

973年、プロヴァンス伯ギヨーム1世は、ロドアールを含む地元領主たちの加勢を受けてサラセン人を撃退した。勲功として、ギヨーム1世はロドアールに、世俗および宗教両方の権力を備えたアンティーブ伯の称号を授けた。このことはレランス修道院の特許状台帳において述べられている。特許状台帳においては、ギヨーム1世の娘アラジャルドがロドアールの妻であることにふれている。ギヨーム1世は彼にアンティーブの主権と司教座の土地の半分を与えた。993年にもロドアールがこの地に住んでいたことがわかる。同じ文書の中で、ロドアールの子としてゴスラン（アンティーブ伯を継承。プロヴァンス伯よりアンティーブ司教座の半分の土地を獲得）、長い首をしていたためグリュエットの異名を持つギヨーム、ピエール・シニュリユスと結婚したオダの名が見つかっている。
グリュエットが、アドイスを妻にしたためオピオ領主となった。オピオはその後アンティーブ司教座に併合されている。1034年、グリュエットはオピオの封土の一部（当時、カンヌの港にまで及んでいた）をレランス修道院に遺贈したうえで、修道士となって隠遁した。
1084年、村の名がオピオとして記された。
1110年、アンティーブ司教とレランス修道院は地元の領主や教会所有の財産に関する権力闘争を開始した。オピオ領主はグリュエットの子ピエールであり、徐々にアンティーブ司教の利益のために自分の領土が没収されていった。1150年、オピオ領主はオピオの土地に脆弱さを覚え、小高い丘の上に新しい城を築くことに決めた。これがシャトーヌフ・ドピオ（現在のシャトーヌフ＝グラース）である。急速に、オピオ住民たちは新しい城に移った。
プロヴァンス伯は次第にプロヴァンス東部に関心を持ち、この地域を管理下に置いて影響力を保つジェノヴァ共和国と争うようになった。ジェノヴァは既にヴェンティミーリアを管理下において、1157年にはヴェンティミーリア伯ギィ・ゲリアに家臣として臣従を誓わせていた。1166年、ニース攻城戦において、プロヴァンス伯レーモン・ベランジェ2世が戦死している。1176年にプロヴァンス伯アルフォンス1世（アラゴン王アルフォンソ2世）はニース市民と条約を結んだが、その後1213年にニース市民はモナコの岩山の上に城を築いていたジェノヴァに接近した。
オピオは1178年に攻略された。サン・ヴィクトール・ド・マルセイユ修道院の院長フルクは、1178年にアンティーブ司教ベルトラン1世となった。1178年4月、兄アルフォンス1世の後継となったレーモン・ベランジェ3世は、レーモン・ド・グラースとの取引に有利な判断を下した。彼はオピオやアンティーブ、ムアンなどの自分の権利を確認したのである。
1222年にヴァンティミーリアの町はジェノヴァの手に落ちた。レーモン・ベランジェ4世はニースを管理下に置くことにした。プロヴァンス伯領の奉行である家臣ロメ・ド・ヴィルヌーヴは、領主たちがプロヴァンス伯に対して反乱を起こしていた東プロヴァンスの城を攻略する責務を課せられた。1229年、シャトーヌフ・ドピオはニース同様に攻略された。1244年頃、アンティーブ司教がオピオ領主となり、1789年のフランス革命まで続いた。
14世紀の終わり、オピオの定住地の住民が減少し、1400年には村の場所は無人であると報告されている。サン・トロフィーム教会は礼拝堂として維持されていた。

## 人口統計
| 1962年 | 1968年 | 1975年 | 1982年 | 1990年 | 1999年 | 2009年 | 2014年 |
| ------ | ------ | ------ | ------ | ------ | ------ | ------ | ------ |
| 542    | 790    | 1021   | 1336   | 1792   | 1922   | 2112   | 2204   |

参照元:1962年から1999年までは複数コミューンに住所登録をする者の重複分を除いたもの。それ以降は当該コミューンの人口統計によるもの。1999年までEHESS/Cassini、2006年以降INSEE。

## ゆかりの人物
- コリューシュ - 喜劇俳優。オピオにて事故死。
- ドゥシャン・ポポヴ - 第二次世界大戦期のスパイ。晩年をオピオで過ごし、死去。